# Lipaugus
Lipaugus is een geslacht van vogels uit de familie cotinga's (Cotingidae). Het geslacht telt negen soorten.

## Soorten
- Lipaugus ater  – Zwart-gouden cotinga
- Lipaugus conditus  – Grijsvleugelcotinga
- Lipaugus fuscocinereus  – Grauwe piha
- Lipaugus lanioides  – Kaneelbuikpiha
- Lipaugus streptophorus  – Rozekraagpiha
- Lipaugus unirufus  – Rosse piha
- Lipaugus uropygialis  – Sikkelvleugelpiha
- Lipaugus vociferans  – Schreeuwpiha
- Lipaugus weberi  – Kastanjekruinpiha